# L'Usine digitale
Cet article court présente un sujet plus développé dans : L'Usine nouvelle.
L'Usine digitale est un média web français d'information sur les entreprises du numérique.

## Histoire
L'Usine digitale est un média en ligne créé en 2013 par Thibaut De Jaegher, alors directeur de la rédaction de L'Usine nouvelle. Il est associé au magazine L'Usine nouvelle et est lancé en s'appuyant sur une partie de la rédaction de L'Usine Nouvelle, une marque du groupe Infopro Digital,,.
Le média tire son nom de ses origines: le terme usine vient du nom de l'usine nouvelle, le terme digital vient du nom du groupe Infopro Digital.
Ce média traite de tout le secteur du numérique, au-delà de l'industrie[réf. souhaitée].
Il peut traiter de divers domaines, notamment des aspects matériel (électronique), services (Saas), réglementation (RGPD), effets sur la société (IA).